# Mort de Jésus de Nazareth dans l'islam
Pour un article plus général, voir Crucifixion.

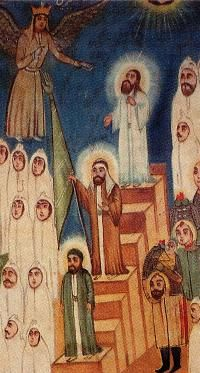
Retour de ʿĪsā pour le Jugement dernier.
XIXe siècle. Musée d'Iran.

Si l'historicité de la crucifixion de Jésus est acceptée par de nombreux chercheurs, la majorité des musulmans croient que ʿĪsā/Jésus n'est pas mort sur la croix. Au cours de l'histoire de l'islam, plusieurs théories (remplacement par un sosie, illusion collective) ont tenté d'expliquer cette non-crucifixion.
Replaçant le Coran dans un contexte plus large, des chercheurs ont remarqué la proximité de cette doctrine avec certains courants ou texte du christianisme antique. Néanmoins, au début du XXIe siècle, il n'est pas possible de connaître le cheminement exact de cette approche de la crucifixion des courants marginaux du christianisme antique, dits « hérésies », à l'islam, ou alors cela serait une façon pour l'islam de se différencier du christianisme.
Cette tradition repose sur des passages coraniques, considérés comme ambigus par plusieurs chercheurs, et qui ont donné lieu à différentes exégèses (tafsir), parfois contradictoires. Pour Reynolds, le quasi-consensus actuel s'explique par le fait de « lire le Coran à travers l'optique du tafsir » et il ajoute cette citation de Lawson (en) : « ce sont les tafsir, et non le Coran, qui nient la crucifixion ».

## Sources coraniques
Les traductions classiques du Coran remettent en cause explicitement la crucifixion de ʿĪsā par les Juifs. La principale source coranique est : « Or, ils ne l'ont ni tué ni crucifié ; mais ce n'était qu'un faux semblant ! Et ceux qui ont discuté sur son sujet sont vraiment dans l'incertitude : ils n'en ont aucune connaissance certaine, ils ne font que suivre des conjectures et ils ne l'ont certainement pas tué Mais Allah l'a élevé vers lui, et Allah est puissant et sage » (Sourate 4, 157-158).
Selon G.C. Anawati, « Cette négation [de la mort de Jésus] concorde d’ailleurs parfaitement avec la logique du Ḳurʾān. Les récits bibliques rapportés dans celui-ci (ex. de Job, de Moïse, de Joseph, etc.) et les épisodes relatifs à l’histoire du début de l’Islam montrent que c’est une « coutume de Dieu » (sunnat Allāh) qu’il fasse triompher finalement la foi sur les forces du mal et de l’adversité. ».
Mahmoud M. Ayoub résume ainsi les passages évoquant la mort de Jésus :  « Le Coran, comme nous l'avons déjà dit, ne nie pas la mort du Christ. Plutôt, il défie les êtres humains qui, dans leur folie, se sont trompés en croyant qu'ils vaincraient la Parole divine, Jésus-Christ, le Messager de Dieu. La mort de Jésus est affirmée plusieurs fois et dans divers contextes. (3:55; 5:117; 19:33.) ». Pour Suleiman A. Mourad, « le coran admet que Jésus est mort dans ce monde » mais celui-ci refuse l'idée que Dieu aurait été défait,. À la différence d'autres personnages coraniques, comme les martyrs d'Uhud, le Coran n'évoque pas une vie de Jésus dans le ciel.

### Sourate 4, verset 157
Plusieurs auteurs (Marx, Reynolds, Charfi…) estiment que le passage du Coran sur lequel se fonde l'affirmation des commentateurs musulmans est ambigu et prête à discussion,, Pour J. Chabbi, en effet, les termes shubbiha lahum pose une difficulté de compréhension . L'auteur l'associe à l'idée de mirage de vision fantomatique, incertaine. Pour Toorawa, dérivant du terme "être similaire", la traduction pourrait être "on a fait semblant", "Quelque chose a été fait pour que ce soit comme". Pour Mohammad Ali Amir-Moezzi, « Ces versets-là sont extrêmement allusifs, pour ne pas dire ambigus. La preuve c’est que les exégèses musulmanes ont eu du fil à retordre pour donner une explication plausible à ces versets, en particulier de ce bout de phrase “walakin choubbiha lahoum” (Mais ceci leur a semblé ainsi). ». L'auteur cite en particulier l'exégète musulman, Al-Qâsimî, qui a consacré une centaine de pages à l'explication de ces termes.
G. Dye souligne que ce passage ambigu du verset 157 implique une différence entre la réalité et ce que croient les Juifs. Cette différence peut se trouver entre la perception visuelle des témoins de la scène et la réalité, ce qui explique la théorie du sosie ou du simulacre. Elle peut aussi se trouver entre la réalité et l'interprétation de la scène. Pour Gilliot, en effet, "la chose a été rendue ambiguë pour eux" ne renvoie pas à Jésus (théorie du simulacre) mais à ce qui se passe sur la croix. Ainsi, Chabbi explique que ce ne sont pas les Juifs qui sont à l'origine de la crucifixion mais que Dieu le leur a donné à penser. Neuwirth confirme que l'initiative de la mort de Jésus ne vient pas des Juifs mais que l'intervention dans l'histoire est une prérogative divine. G. Dye fait le lien entre la littérature chrétienne et le Coran puisque dans les deux, les hommes pensent être responsables de sa mort alors qu'elle est œuvre de Dieu.
Ce point de vue est celui d'Al-Hallaj (857-922) qui croit à la mort de Jésus, non à cause des juges mais de la volonté de Dieu. La figure de Jésus était particulièrement importante pour Al-Hallaj puisqu'il « est la réalisation la plus parfaite, pour un homme, de l'union mystique entre l'humanité et Dieu ». La mort de Jésus possède, pour cet auteur une dimension rédemptrice, ce qui semble absent du Coran. Pour certains auteurs, en particulier ismaëliens, seule l'humanité de Jésus serait morte sur la croix et non sa divinité. Au cours de l'histoire, plusieurs auteurs musulmans, dont Ibn ‘Arabî et Mahmûd Ayûb ont accepté l'idée d'une crucifixion de Jésus ou refusé « de se prononcer sur la seule base du texte coranique ».
Reynolds remarque que les commentateurs, en lien avec la sourate 3, associe la crucifixion à une ruse divine. Pour J. Chabbi, la sourate 4 participe à une interrogation sur le pacte irrévocable conclus entre Dieu et le peuple de l'Écriture . La ruse de Dieu s'explique par sa rupture par les hommes. Reynolds considère que ce verset ne peut être lu isolément de son contexte, ce qui peut sous-entendre la thèse de la non crucifixion, mais qu'il s'inscrit dans un contexte plus large évoquant l'infidélité des juifs. Le fait de déclarer être responsable de la mort de Jésus s'inscrit dans cette liste d'infidélité : adoration du veau d'or (S. 4.153), incrédulité (S.4.155), calomnie de Marie (S.4.156).

### Sourate 4, verset 158
Ce verset a souvent été utilisé pour appuyer l'idée de la non-mort puisque Jésus aurait été élevé au ciel. Lawson considère cet argument non-fondé en raison de comparaisons terminologiques et stylistiques. Les traducteurs, pour faire coïncider les traductions avec la doctrine musulmane de sa non-mort, ont souvent essayé de trouver d'autres sens aux termes coraniques utilisés. Ainsi, si le verset 158  de la sourate An-Nisa présente traditionnellement l'"élévation" de Jésus, la comparaison de ce terme avec d'autres séquences coraniques, permet de comprendre que ce verset évoque sa mort puis son élévation.

### Autres citations coraniques
- « (Rappelle-toi) quand Dieu dit : "Ô Jésus, certes, Je vais mettre fin à ta vie terrestre [trad :Kazirmiski : c’est moi qui te fais subir la mort]t’élever vers Moi, te débarrasser de ceux qui n’ont pas cru et mettre jusqu’au Jour de la Résurrection, ceux qui te suivent au-dessus de ceux qui ne croient pas. Puis, c’est vers Moi que sera votre retour, et Je jugerai, entre vous, ce sur quoi vous vous opposiez. »(S.3:55)[11]

Pour Kazirmiski, les mots inni motewaffika signifient faire subir la mort, « en parlant de Dieu qui appelle et reçoit auprès de lui les hommes à l’expiration du terme de leur vie ». Pour expliquer ce terme, certains commentateurs musulmans inversent les propositions et disent que Jésus mourra après son retour. Pour Reynolds, ce verset évoque la mort de Jésus puis son ascension.
- « Je ne leur ai dit que ce Tu m’avais commandé, (à savoir) : "Adorez Dieu, mon Seigneur et votre Seigneur". Et je fus témoin contre eux aussi longtemps que je fus parmi eux. Puis quand Tu m’as rappelé [Trad Reynolds :m'as fait mourir], c’est Toi qui fus leur observateur attentif. Et Tu es témoin de toute chose » (S.5:117)[13]

Pour Reynolds, ce passage est le plus clair pour affirmer que le Coran admet la mort de Jésus. Le terme tawaffa apparait 25 fois dans le Coran (dont deux fois pour évoquer Jésus). Pour ces 23 assertions, les traducteurs et commentateurs l'associent à la mort et la séparation de l'âme et du corps, alors que pour les deux dernières, ils "cherchent un sens secondaire". Ainsi certains commentateurs associe ce terme à un sommeil de Jésus.
- « [Paroles de Jésus] Et que la paix soit sur moi le jour où je naquis, le jour où je mourrai, et le jour où je serai ressuscité vivant” » (S.19:33)[15].

Cette formule trouve un parallèle au verset 15 appliqué à Jean-Baptiste et évoque aussi sa naissance et sa mort. La sourate 5.75 appuie cette comparaison puisqu'elle insiste sur le fait que Jésus n'est qu'un messager et que les messagers meurent.
- « Dis : "Qui donc détient quelque chose de Dieu (pour L’empêcher), s’Il voulait faire périr le Messie, fils de Marie, ainsi que sa mère et tous ceux qui sont sur la terre ? » (S.5:17)

Pour Reynolds, ce passage exprime l'idée que "la mort de Jésus, comme toutes les autres morts, était un acte de Dieu".

## Selon les commentateurs musulmans
Selon la plupart des commentateurs musulmans,, Jésus de Nazareth n'a pas été crucifié par les Juifs, bien que certains le revendiquaient par provocation. Dieu a donné l'illusion aux Juifs qu'ils avaient crucifié Jésus mais c'est une ruse contre le peuple qui a trahi son alliance, Dieu l'ayant rappelé vivant auprès de lui. Le supplice de la crucifixion est, pour les rédacteurs du Coran, « indigne » d'un prophète de l'importance de Jésus, explique M.-T. Urvoy. Entre Illusion collective ou sosie, pour J. Chabbi, l'interprétation de la non-mort de Jésus ne se trouve pourtant pas dans le Coran mais dans la tradition. Pour Reynolds, cette thématique s'inscrit dans la mise en place de Jésus comme figure eschatologique construite contre les chrétiens et les chiites. Pour Lawson, le développement de cette théorie par les commentateurs permet de créer une distinction claire avec le christianisme et former une nouvelle religion.
Un certain désaccord semble apparaître dans les écrits d'Ibn Ishaq (vers 761) à propos des événements menant à la crucifixion, déclarant tout d'abord que Jésus a été remplacé par quelqu'un nommé Serge, avant d'évoquer le tombeau de Jésus situé à Medine et, citant le Coran (3:55; 4: 158), de déclarer que Dieu a élevé Jésus à lui . À l'époque de Jean de Damas, au VIIIe siècle, certains musulmans évoque  "l'ombre du christ" qui aurait été crucifiée. Au VIIIe siècle, Muqatil ibn Suleyman identifie Judas. Cette thèse devient jusqu'au XXIe siècle de plus en plus importante en raison de la rédaction au Moyen Âge de l'évangile de Barnabé. . La thèse du sosie crucifié est reprise par de nombreux commentateurs musulmans qui proposent plusieurs personnages crucifiés à la place de Jésus : Simon de Cyrène, Judas Iscariote, Ponce Pilate, voire l'apôtre Pierre. Ibn-al-Athir cite aussi le nom de Natlianus.
Pour Tabari (839-923), il pourrait s'agir d'un treizième apôtre du nom de "Serge". Il rapporte plusieurs autres traditions dont l'épisode suivant : « Les juifs traînèrent ʿĪsā à un endroit où ils avaient préparé une croix pour le crucifier, et un grand nombre de juifs se rassemblèrent autour de lui. Ils avaient un chef nommé Yesûʿa, qui était également parmi eux. Quand ils voulurent attacher ʿĪsā à la croix, Dieu l'enleva à leurs regards et donna la forme et l'aspect de `Îsâ à Yesûʿa, leur chef. […] Quand ils regardèrent, ils virent Josué entièrement ressemblant à Îsâ, et ils le saisirent. Il dit : « Je suis Josué ». Ils répondirent : « Tu mens ; tu es ʿĪsā, tu t'es dérobé à nos regards par la magie ; maintenant la magie est passée et tu es devenu visible ». Il protesta en vain qu'il était Josué ; ils le tuèrent et l'attachèrent à la croix. Quant à ʿĪsā, Dieu l'éleva, au ciel comme il est dit dans le Coran : « Ils ne l'ont pas tué et ils ne l'ont pas crucifié, mais ce n'était qu'un faux-semblant » (Coran IV, 157) ». Si Tabari prend parti pour le fait que Jésus ne meurt pas sur la croix, il transmet des récits évoquant qu'autres approches, en particulier celui de l’existence d'une tombe de Jésus sur le mont al-Jamma, au sud de Médine.
Ibn Kathir  suit des traditions qui suggèrent qu'une crucifixion a eu lieu, mais pas celle de Jésus. Après l'événement, Ibn Kathir rapporte que les personnes ont été divisées en trois groupes : Les jacobites croient que «Dieu est resté avec nous aussi longtemps qu'il a voulu et alors il est monté au ciel». Les nestoriens croient que « Le fils de Dieu était avec nous aussi longtemps qu'il le voulait jusqu'à ce que Dieu l'ait élevé au ciel », et les musulmans croient que «Le serviteur et messager de Dieu, Jésus, est resté avec nous aussi longtemps que Dieu a voulu jusqu'à ce que Dieu l'ait élevé à lui-même.» Ibn Babawayh, quant à lui, raconte que Jésus est parti dans un lointain pays. Cette thèse fut adaptée dans la doctrine de l'ahmadisme.
À l'époque médiévale, plusieurs auteurs dont al-Qāsim b. Ibrāhīm al-Rassī et peut-être al-Ghazali soutiennent l'historicité de la crucifixion. Il en est de même pour Ja’far ibn Mansur al-Yaman, Abu Hatim Ahmad ibn Hamdan al-Razi ou le groupe Ikhwan al-Safa.Une citation d'Ishaq Ibn Bishr par Ibn Kathir rapporte que "Dieu l'a fait mourir pendant trois jours, puis l'a ressuscité, puis l'a élevé". Al-Masudi défend la crucifixion du Christ sous Tibère. Le refus de la crucifixion est défendue dans le chiisme. Pour Massignon, même si cette doctrine est défendue par le sunnisme très rapidement, elle aurait une origine chiite.
Dès les débuts de l'islam, cette question a fait l'objet de discussion entre chrétiens et musulmans. Cette doctrine connait des développements modernes et devient un critère d'orthodoxie. Si la non-crucifixion est aujourd'hui défendue, les explications des exégètes musulmans different. L'avis majoritaire est un remplacement par un sosie. Pour d'autres, il s'agit d'un apôtre volontaire,. Ce remplacement n'a pas de base coranique et les traditions sont  contradictoires sur le sujet.

## Une doctrine issue d'une hérésie chrétienne?
On estime traditionnellement que ce verset du Coran (4.157) est typiquement une construction littéraire à caractère polémique contre les juifs qui se serait peut-être inspiré de la thèse de la non crucifixion de Jésus développée précédemment par des hérésies chrétiennes, le docétisme ou le gnosticisme. Ceux-ci considéraient la peine infamante de la crucifixion comme incompatible avec la dignité divine de Jésus. L'interprétation de ces versets coraniques fait-elle référence au docétisme ? Les spécialistes qui s'expriment à ce sujet dans Jésus et l'islam (Jacqueline Chabbi, Gabriel Said Reynolds, Claude Gilliot, notamment) ne sauraient l'assurer ; Michael Marx se prononce pour la négative. Cette thèse est défendue par Lawson qui reconnait pourtant une différence majeure avec le courant du Docétisme puisque celui-ci tend à spiritualiser Jésus en lui déniant un corps, tandis que le Coran lui nie sa divinité. Pour Ali Mourad, on ne sait quels courants gnostique ou docete aurait pu inspirer Mahomet et le Coran.
Le plus ancien témoin littéraire de cette tradition se trouve chez Leucius Charinus un auteur chrétien du début du IIe siècle qui avait été compagnon de l'apôtre Jean de Zébédée. Les Actes dont il est l'auteur semblent avoir eu largement cours bien avant qu'une sélection en ait été lue à haute voix au Deuxième concile de Nicée (787) et rejetée comme apocryphe. Pour Watt, « Selon l'Adversus Haereses d'Irénée, le gnostique chrétien égyptien Basilides (IIe siècle) estimait que le Christ (le divin nous, l'intelligence) n'a pas été crucifié, mais a été remplacé par Simon de Cyrene. Cependant, Clément d'Alexandrie et Hippolyte ont refusé que Basilides ait tenu cette opinion. Mais l'idée substitutive sous une forme générale est clairement exprimée dans les documents gnostiques de Nag Hammadi, l’Apocalypse de Pierre et Le Deuxième Traité du Grand Seth. »
Pour Reynolds, le thème de la mort de Jésus et son exaltation non-décidée par les juifs est un thème chrétien qui renvoie au discours de Pierre :« Sachez-le bien, vous tous, et que tout le peuple d'Israël le sache : c'est par le nom de Jésus-Christ de Nazareth, celui que vous avez crucifié et que Dieu a ressuscité, oui, c'est par lui que cet homme se présente en pleine santé devant vous. Jésus est la pierre rejetée par vous qui construisez et qui est devenue la pierre angulaire.(Actes 4.10-11) ». Le fait de se déclarer responsable de la mort de Jésus trouvent un parallèle dans les homélies de Jacob de Serūgh’s (VIe siècle). Pour cet auteur, les juifs sont : « Un peuple qui se vante d'avoir attaché un homme au bois ». Pour Reynolds, ces passages coraniques (évoquant les calomnies contre Marie et le fait de se dire responsable de la mort de Jésus) qui sont un reflet de rhétoriques anti-juives semblent aussi une réponse au passage Sanhédrin 43a du Talmud qui évoque ces deux thèmes.